# Etoumbi
Etoumbi este un oraș în provincia Cuvette-Ouest, în nord-vestul Republicii Congoleze. Majoritatea locuitorilor trăiesc din vânătoare.
Etoumbi a fost locul unde au fost patru cazuri recente a virsului Ebola. Se crede că aceste cazuri au fost cauzate de localnici mâncând carnea unor animale moarte din pădurea lângă oraș. În 2003, 120 de persoane au murit din cauza bolii Ebola. În mai 2005 au mai fost raportate niște cazuri, fapt care a determinat autoritățile congoleze să pună orașul sub carantină.